# آيت إيكوب (آيت بورزوين)
آيت إيكوب هي إحدى مشيخات المملكة المغربية، تتبع جغرافيا لإقليم الحاجب وإداريًا لآيت بورزوين. يقدر عدد سكانها بـ 2328 نسمة حسب الإحصاء الرسمي للسكان والسكنى لسنة 2004.